# Micrografx
Micrografx (Micrografx Inc, Richardson, Texas ) fue una compañía estadounidense dedicada a la creación de programas de diseño gráfico. Fue fundada en 1982 por Paul y George Grayson. Esta empresa fue una de las primeras empresas en crear programas de diseño gráfico para Windows. 
Corel y Micrografx competían en 1996 por acaparar a los usuarios Windows 95 que buscaban programas de diseño gráfico. CorelDraw 6 atraía a profesionales del diseño gráfico, mientras que Micrografx  atraía a usuarios generales de la comunidad empresarial. La compañía fue adquirida por Corel a finales de 2001. Con esta adquisición, la línea de productos de Micrografx (p. Ej. Micrografx Picture Publisher, Micrografx Designer) se integró a la cartera de productos de Corel.  
Desde 2003, la antigua sección de software de Micrografx para el análisis de procesos de negocios, está representada por la unidad de negocios separada iGrafx .
A pesar de no estar activos, o distribuirse oficialmente, una pequeña comunidad de personas todavía disfruta de los productos de Micrografx como software heredado . 

## Gama de productos
- ABC FlowCharter 
Software de diagramación
- ABC Graphics Suite 
Un paquete de software de gráficos orientado a los negocios, lanzado en 1995, que presenta ABC Flowcharter, Designer and Picture Publisher y ABC Media Manager .
- ABC SnapGraphix
- Arte Crayola
- Micrografx Carisma 
Una aplicación de gráficos con la capacidad de combinar varios gráficos en una página impresa y capacidades limitadas de gráficos vectoriales para enriquecer los resultados.
- Micrografx Simply 3D
- Diseñador de Micrografx 
Lanzado como software gráfico In * A * Vision para Windows 1.0 en 1986, este editor de gráficos vectoriales cambió su nombre a Micrografx Designer cuando se lanzó la versión 2 en 1990. En 1995, Micrografx incluyó su software gráfico con Micrografx ABC-Suite. Después de la adquisición por Corel en 2001, el producto continuó como Corel Designer .
- Micrografx Photo Magic 
un editor de gráficos de trama
- Webgrafity Micrografx
- Editor de imagen
- Micrografx Windows Draw 
Una aplicación de publicación de escritorio que funcionó bien en conjunto con Photo Magic
- Micrografx Picture Publisher 
La aplicación de retoque fotográfico se servía como producto independiente a partir de la versión 6. Antes de ser adquirida Micrografx publicó la versión 10 como software gratuito. Corel discontinuó el producto.